# Cerro Ventana
El Cerro Ventana es el que da nombre al sistema de Ventania, en la provincia de Buenos Aires, Argentina. Con una altitud de 1136 m s. n. m. es la tercera cumbre provincial, detrás del cerro Destierro Primero (1172 m s. n. m.), el cual es el segundo y del cerro Tres Picos que queda en primer lugar. El 7 de diciembre de 1995 fue declarado monumento natural Cerro de la Ventana por la sanción de la ley bonaerense n.º 11750

## Ubicación
Se encuentra en el partido de Tornquist a 21 km de la ciudad de Tornquist, a 9 km de Villa Ventana y a 25 km de la localidad turística de Sierra de la Ventana, accediéndose siempre por la Ruta Provincial 76.
Se ubica dentro del Parque Provincial Ernesto Tornquist, siendo uno de los lugares más visitados de la Comarca Turística de Sierra de la Ventana.

## Turismo

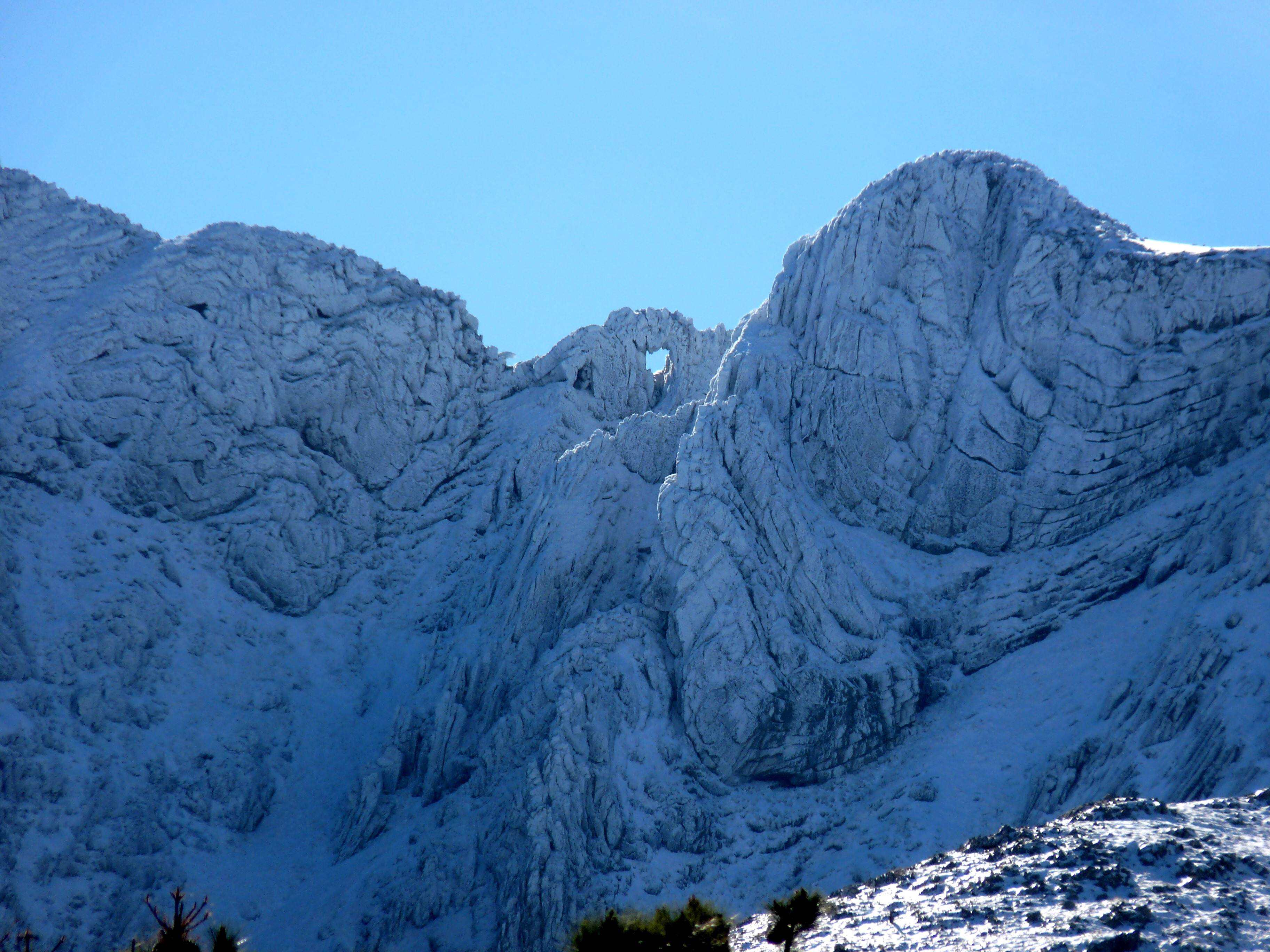
La famosa "ventana" en la cima del cerro.

En este entorno, el turista puede realizar actividades de trekking, escalada, rappel, mountain bike, cabalgatas, safari fotográfico, canotaje y prácticas de golf en el Golf Club de Sierra de la Ventana.
Los amantes de la pesca tienen diferentes atractivos en los arroyos Sauce Grande, Negro, Parque Norte, laguna Las Encadenadas, y el Dique Paso las Piedras.
Otros atractivos de son: Cerro Tres Picos, Fuente del Bautismo, Dique Paso Las Piedras, Saldungaray, Club de pesca de Tornquist. 
Actualmente hay una polémica respecto a la prohibición de subir por cuenta propia al cerro, se ha lanzado una petición para restablecer esta posibilidad que ya reúne más de mil adhesiones.

## Distancias
- Buenos Aires: 560 km
- La Plata: 570 km
- Olavarría: 220 km
- Mar del Plata: 450 km
- Necochea: 350 km
- Tres Arroyos: 210 km
- Bahía Blanca: 108 km
- Coronel Suárez:106 km
- Viedma: 283 km
- Santa Rosa: 372 km

## Toponimia
Debe su nombre a que cercana a su cima, la que se sitúa a 1136 m s. n. m., presenta una formación natural causada por un derrumbe, el cual formó un gran orificio de 9 m de alto, 5 m de ancho y 12 m de fondo.

## Clima
El clima es templado y seco en la media anual, con veranos cálidos, e invierno fríos a muy fríos, durante las noches es común la formación de hielo; en casi todos los inviernos se producen nevadas medias o abundantes, especialmente en los sectores más elevados.